# Lin Qisheng (sollevatore)
Lin Qisheng (林启升T; 7 luglio 1971) è un ex sollevatore cinese. Ha preso parte alle Olimpiadi di Barcellona 1992 vincendo la medaglia d'argento nella categoria Pesi mosca (-52 kg) alle spalle del bulgaro Ivan Ivanov.